# Chó Chippiparai
Chó Chippiparai là một giống chó săn bắn có nguồn gốc từ phía Nam Ấn Độ. Được cho là hậu duệ của Chó Saluki hoặc Chó Sloughi, ngày nay nó được tìm thấy ở khu vực xung quanh hồ Periyar. Nó được sử dụng chủ yếu để săn lợn rừng, nai và thỏ. Giống chó này cũng được sử dụng để bảo vệ nhà. Được nuôi dưỡng bởi các gia đình hoàng gia ở Chippiparai trong quận Virudhunagar Tamil Nadu, nó được giữ như một biểu tượng của hoàng tộc và trang nghiêm chủ yếu ở Tirunelveli và Madurai.

## Ngoại hình cơ bản
Màu sắc điển hình của chó Chippiparai là màu nâu-vàng, màu nâu đỏ, đen nhẹ, bạc xám, với rất ít hoặc không có dấu màu trắng và đuôi cong dài. Các màu khác, đặc biệt là các biến thể của màu xám và màu nâu vàng, cũng xảy ra. Đây là một gống chó có kích thước trung bình, với chiều cao khoảng 25 inch - 63,5 cm tính từ bả vai. trong một nghiên cứu gần đây, chó đực có chiều cao trung bình khoảng 63 cm và chó cái có chiều cao thấp hơn, khoảng 56 cm tính từ vai.

## Sức khỏe
Nhìn chung, giống chó Chippiparai khỏe mạnh. Mặc dù đủ khỏ để đối phó với các điều kiện hạn chế và điều kiện thời tiết khắc nghiệt, giống chó này không thể chống chịu được thời tiết lạnh. Chúng có một số vấn đề sức khỏe chung như: nhạy cảm với gây mê và dị ứng thực phẩm.